# Enviny
|  | Aquest article és sobre el poble d'aquest nom. Per a l'antic municipi, vegeu Enviny (antic municipi). |

Enviny és un poble del terme municipal de Sort, a la comarca del Pallars Sobirà. Fins al 1976 fou cap de municipi propi.
Enviny és a ponent del seu actual cap municipal, Sort, enfilat a les muntanyes que tanquen per la dreta la vall de la Noguera Pallaresa. És en el vessant meridional de la carena de l'extrem sud-est del Serrat dels Plans, a l'esquerra, bastant enlairat, del Barranc de Montardit. És a prop i a l'est-nord-est de Llarvén i un xic més lluny al nord de Montardit de Dalt. Es troba a l'esquerra de la Llau de les Tosques i als peus de la Coma dels Tossals.
Té l'església parroquial de la Mare de Déu de la Candelera d'Enviny, actualment de la Purificació, seu d'una agrupació de parròquies, a més de les capelles i ermites de Sant Miquel i Sant Roc, en els entorns del poble, a més de la capella particular de Santa Llúcia de Casa Aytés, dins del nucli d'Enviny.

## Etimologia
Joan Coromines explica el topònim Enviny a partir del llatí in vicinio (en el veïnat). Es tracta, doncs, d'un topònim romànic, d'origen altmedieval.

## Geografia

### El poble d'Enviny
El poble és situat en un coster, amb les cases disposades com si baixessin per la costa al capdamunt de la qual hi havia el Castell d'Enviny, formant una planta rectangular, que conserva una certa aparença de vila closa. L'església de la Mare de Déu de la Candelera és a l'extrem sud-oest del poble, un xic separada de la resta d'edificacions.

#### Les cases del poble
El poble d'Enviny conserva memòria de 21 cases, moltes d'elles encara en ús de primera o de segona residència:
| - Casa Aytés - Casa Barbal - Casa Bernat - Casa Camp - Casa Canja | - Casa Carcanyol - Casa Fontet - Casa Fuster - Casa Lido | - Casa Llop - Casa Llorenç - Casa Mestre Jaume - Casa Nus | - Casa Pei - Casa Pillo - Casa Pobellà - La Rectoria | - Casa Mossen Peri - Casa Remissió - Casa Rispa - Casa Simon - Casa Toni |

## Festes populars
A part de la Festa Major, que se celebra el penúltim cap de setmana de setembre, és molt concorregut l'Aplec de la Mare de Déu del Soler, que es duu a terme el primer de maig.

## Història

### Edat moderna
En el fogatge del 1553, Cuviny declara 16 focs laics i 2 d'eclesiàstics (uns 90 habitants).

### Edat contemporània
Pascual Madoz dedica un article del seu Diccionario geográfico... a Enviny (Embiny o Enviñ). Diu que és una localitat que forma ajuntament amb Llarvén i està situada a la dreta de la Noguera Pallaresa, en el vessant d'una muntanya elevada, amb exposició al sud; la combaten tots els vents, especialment els del nord i del sud. El clima hi és fred, i produeix inflamacions i pulmonies. Tenia en aquell moment 20 cases, una font i l'església de Santa Maria, que disposava de rector i un beneficiat, tots dos de concurs general a través del bisbat; en depenia l'església de Bressui. El territori és muntanyós, amb diverses menes de terres, però amb abundor de pastures i zones despoblades. S'hi collia blat, sègol, ordi, moltes nous i una mica de fruites d'hivern. S'hi recriava bestiar mular, i el vacum per a les feines del camp. Hi ha caça de conills, llebres i perdius, i tota la indústria existent és la derivada de la recria de bestiar. Comptava amb 18 veïns (caps de casa) i 110 ànimes (habitants).
El 1898, hi nasqué sant Jaume Hilari Barbal.

## Demografia[5]
| 1857 | 1888 | 1900 | 1910 | 1920 | 1930 | 1940 | 1950 | 1960 | 1970 | 1981 | 1991 | 2000 | 2002 | 2004 | 2006 | 2008 | 2010 | 2011 |
| ---- | ---- | ---- | ---- | ---- | ---- | ---- | ---- | ---- | ---- | ---- | ---- | ---- | ---- | ---- | ---- | ---- | ---- | ---- |
| 177  | 167  | 149  | 140  | 126  | 119  | 99   | 87   | 84   | 35   | 13   | 17   | 25   | 26   | 22   | 22   | 218  | 219  | 273  |